# Kohei Mishima
Kohei Mishima (født 15. april 1987) er en japansk fodboldspiller, som spiller for den japanske fodboldklub Roasso Kumamoto.